# تپه شماره یک کله دره
تپه شماره یک کله دره مربوط به دوران‌های تاریخی پس از اسلام است و در شهرستان بوئین‌زهرا، بخش مرکزی، روستای کله دره واقع شده و این اثر در تاریخ ۲۵ اسفند ۱۳۸۰ با شمارهٔ ثبت ۵۴۸۸ به‌عنوان یکی از آثار ملی ایران به ثبت رسیده است.